# FortisBC Centre
Le FortisBC Centre anciennement Terasen Centre est un gratte-ciel de 101 mètres de hauteur construit à Vancouver au Canada de 1991 à 1992. Il abrite des bureaux sur 24 étages.
L'architecte est l'agence canadienne WZMH Architects.